# Joe Ruddy
Joe Ruddy (né le 28 septembre 1878 et décédé le 11 novembre 1962) est un poloïste et nageur américain. Lors des Jeux olympiques d'été de 1904 disputés à St. Louis il remporte deux médailles d'or, l'une au tournoi de water-polo et l'autre au relais 4 x 50 yard en natation.

## Palmarès
- médaille d'or en water-polo aux Jeux olympiques de St. Louis en 1904
- médaille d'or au relais 4 x 50 yard de natation aux Jeux olympiques de St. Louis en 1904